# Dammartin-sur-Meuse
Dammartin-sur-Meuse é uma comuna francesa na região administrativa de Grande Leste, no departamento de Haute-Marne. Estende-se por uma área de 15,58 km². Em 2010 a comuna tinha 198 habitantes (densidade: 12,7 hab./km²).